# Aloe miskatana
Aloe miskatana ist eine Pflanzenart der Gattung der Aloen in der Unterfamilie der Affodillgewächse (Asphodeloideae). Das Artepitheton miskatana verweist auf das Vorkommen der Art auf dem Al Miskat in Somalia.

## Beschreibung

### Vegetative Merkmale
Aloe miskatana wächst baumförmig, ist einzeln oder von der Basis aus verzweigt. Die aufrechten Stämme erreichen eine Länge von bis zu 200 Zentimeter. Die Laubblätter sind lanzettlich spitz zulaufend. Ihre mittelgrüne Blattspreite ist 30 bis 36 Zentimeter lang und 3 bis 7 Zentimeter breit. Auf der Blattoberfläche befinden sich zerstreut weißliche Flecken. Auf der Unterseite sind sie dichter. Die dreieckigen, vorwärts gerichteten Zähne am weißlichen, knorpeligen Blattrand sind 1 Millimeter lang und stehen 3 bis 9 Millimeter voneinander entfernt. Der Blattsaft trocknet blass purpurbraun. Er riecht nach Mäusen.

### Blütenstände und Blüten
Der aufrechte Blütenstand besteht aus sieben bis 18 horizontal ausgebreiteten Zweigen und erreicht eine Länge von bis zu 50 Zentimeter. Die unteren Zweige sind nochmals verzweigt. Die ziemlich lockeren Trauben sind 4 bis 12 Zentimeter lang und 5 Zentimeter breit. Die lanzettlichen Brakteen weisen eine Länge von bis zu 5 Millimeter auf und sind 2 Millimeter breit. Die zylindrisch, dreieckigen, blassgelben Blüten besitzen grünliche Spitzen und stehen an etwa 7 Millimeter langen Blütenstielen. Die Blüten sind 25 bis 27 Millimeter lang. Auf Höhe des Fruchtknotens weisen die Blüten einen Durchmesser von 7 bis 8 Millimeter auf. Darüber sind sie leicht verengt. Ihre äußeren Perigonblätter sind auf einer Länge von etwa 9 Millimetern nicht miteinander verwachsen. Die Staubblätter ragen bis zu 2 Millimeter und der Griffel ragt 6 bis 8 Millimeter aus der Blüte heraus.

## Systematik und Verbreitung
Aloe miskatana ist in Somalia auf dem Ostende des Berggebietes Al Miskat auf felsigen Hängen in einer Höhe von 1460 bis 1525 Metern verbreitet.
Die Erstbeschreibung durch Susan Carter wurde 2006 veröffentlicht.

## Nachweise